# Louis Delgrès

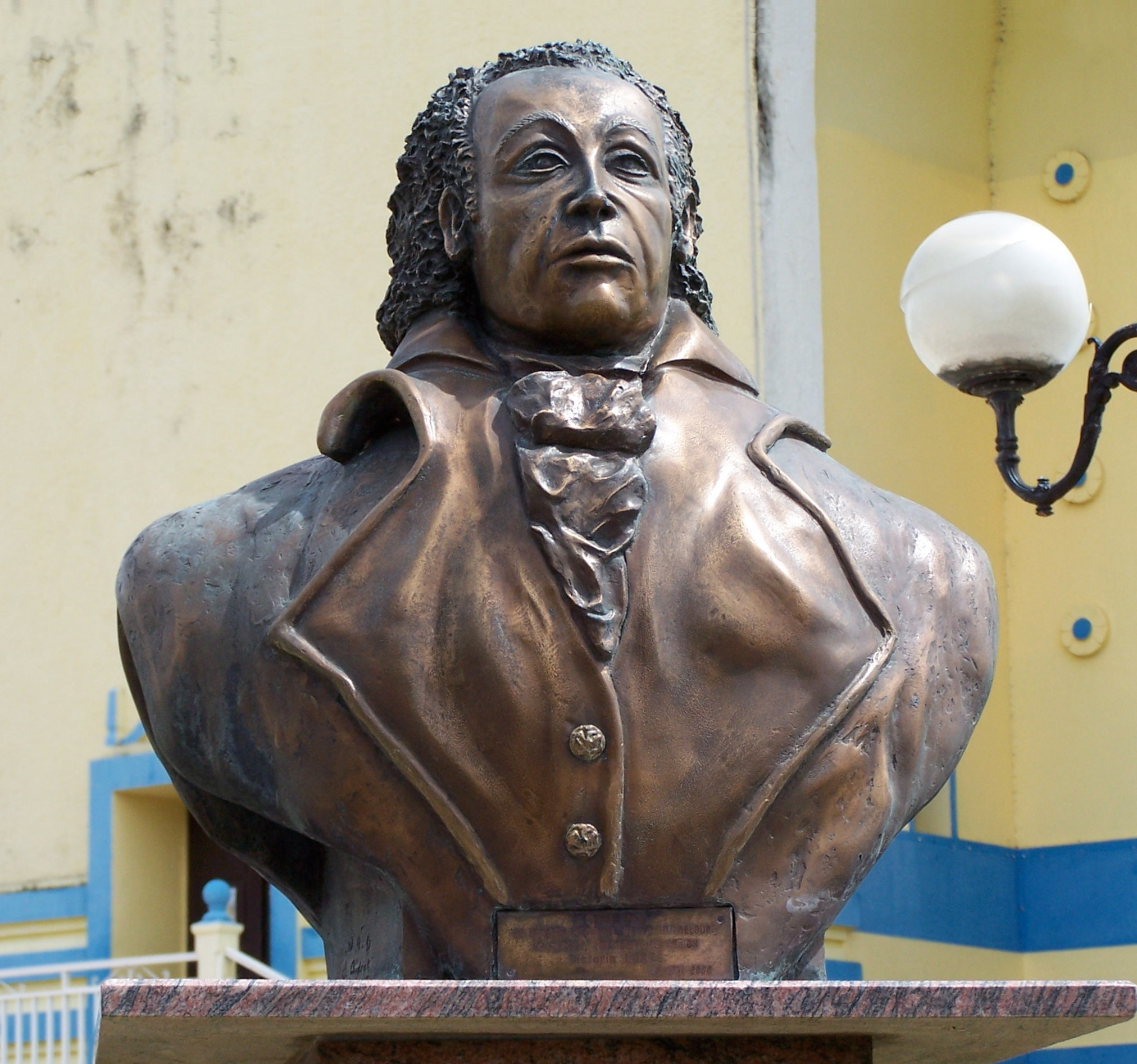
Busto di Louis Delgrès a Petit-Bourg

Louis Delgrès (Saint-Pierre, 2 agosto 1766 – Matouba, 28 maggio 1802) è stato un militare, condottiero e politico francese mulatto, leader in Guadalupa per la   non rioccupazione e la non reintegrazione della schiavitù da parte della Francia napoleonica nel 1802.